# Piers Morgan
Pour les articles homonymes, voir Morgan.
Piers Morgan, né le 30 mars 1965 à Guildford, est un journaliste et animateur de télévision britannique d'origine irlandaise.

## Biographie
Piers Morgan est né le 30 mars 1965 dans la ville de Guildford en Angleterre, d'un père dentiste, Eamon Vincent O'Meara, et de Gabrielle Georgina Sybille. Son père est décédé lorsqu'il avait un an, sa mère s'est remariée par la suite avec Glynne Pughe-Morgan, dont il prit le nom.  Il a trois frères et sœurs aînés. 
Polémiste, il est connu pour ses critiques véhémentes à l'égard de l'actrice Jameela Jamil, du mannequin Emily Ratajkowski, et plus particulièrement de Meghan Markle, responsable selon lui des scissions dans la famille royale britannique. Selon Vanity Fair, il a été un fervent défenseur du président américain Donald Trump, mais a changé d'opinion face à la gestion de la pandémie de Covid-19 par le président des États-Unis, et à la suite de l'assaut du Capitole par des partisans de Donald Trump le 6 janvier 2021.

## Parcours à la télévision
- De 2006 à 2011, il a été juré dans l'émission America's Got Talent.
- De 2007 à 2010, il a été juré dans l'émission Britain's Got Talent où il participa à la découverte de la chanteuse Susan Boyle[5], aujourd'hui mondialement connue[6].
- Entre octobre et novembre 2007, il participe à l'émission de télé réalité de Donald Trump The Celebrity Apprentice. L'émission est diffusée ensuite entre le 3 janvier et le 27 mars 2008. Lors du 13e et dernier épisode, il est déclaré vainqueur de la compétition, devant le finaliste Trace Adkins. L'émission est diffusée sur NBC.
- De 2011 à mars 2014, il anime l'émission Piers Morgan Tonight sur la chaîne américaine de la CNN.
- En mars 2013, lors du premier épisode all-star de The Celebrity Apprentice, il revient mais en tant que juge invité. Il retrouve donc pour l'occasion Trace Adkins, Marilu Henner, Stephen Baldwin et Omarosa, tous ayant accepté de retenter le jeu.
- En avril 2015, il remplace Ben Shephard à Good Morning Britain pendant une semaine lors des vacances de Pâques.
- Dès novembre 2015, il devient co-présentateur titulaire avec Susanna Reid du lundi, mardi et mercredi.
- À l'occasion du Forum économique mondial de Davos, en janvier 2018 il réalise une interview du président américain Donald Trump, que plusieurs commentateurs jugent excessivement complaisante, au point que l'émission satirique The Mash Report (en) de la BBC publie une caricature montrant Morgan se livrant à un anulingus sur Donald Trump[7].
- Le 9 mars 2021, il exprime son incrédulité[8] quant aux propos tenus par la duchesse de Sussex (Meghan Markle) lors de son interview par Oprah Winfrey[9]. La duchesse se plaint alors à la présidente d'ITV, la chaîne télévisée qui emploie Piers Morgan. Il est alors sommé de s'excuser pour ses propos concernant la duchesse, ce qu'il refuse. Il démissionne alors de l'émission qu'il présente (Good Morning Britain)[10] et déclare : « Si je dois tomber sur mon épée pour avoir exprimé une opinion honnête sur Meghan Markle et sa diatribe de fond de cale, qu’il en soit ainsi »[11].
- Plus de 50 000 plaintes contre Piers Morgan furent aussi envoyées au régulateur de la télévision britannique, l'Ofcom, dont une plainte officielle par la duchesse de Sussex, dans le but de sanctionner les propos de celui-ci pour infraction aux règles de diffusion télévisuelles[12]. Cependant, le 1er septembre 2021, l'Ofcom a jugé que les propos de Piers Morgan relevaient de la liberté d'expression et n'enfreignaient aucun règlement. L'Ofcom a déclaré que ces plaintes représentaient une volonté de « restriction injustifiée et effrayante de la liberté d’expression »[13].
- Il est à partir d'avril 2022 présentateur du TalkTV, un talk-show de droite lancé par le milliardaire Rupert Murdoch[14].